# Улахан-Кюёль (озеро, Анабарский улус)
Улахан-Кюёль (Улахан-Кюель) — озеро на северо-западе Якутии, в Анабарском улусе. Самое крупное озеро улуса. Расположено в труднодоступной местности, в пределах Северо-Сибирской низменности.
Имеет слегка вытянутую форму, берега умеренно изрезаны, заболочены.
Площадь зеркала — 23 км². Высота над уровнем моря — 22 м.  Глубина озера — 5-10 м, длина береговой линии — 21095.44м.
Впадает несколько незначительных ручьёв. На юго-востоке из озера вытекает река Улахан-Кюёль-Сяне, впадающая в реку Уэле, через которую озеро имеет сток в море Лаптевых. В восточной части через узкий перешеек соединяется с другим озером – Саппыя, имеющим длину 5-6 км и ширину 3-4 км.
В 1994 году озеро Улахан-Кюель включено в особо охраняемую природную территорию регионального значения площадью 6 938,0 га.